# Jean d'Estrées
Jean D'Estrées (Parigi, 12 ottobre 1666 – Parigi, 3 marzo 1718) è stato un presbitero, politico e diplomatico francese.
Fu il quarto membro dell'Académie française a occupare il seggio numero 1. Nipote del cardinale César d'Estrées e fratello del maresciallo Victor Marie d'Estrées, entrambi membri dell'Académie fraçaise, nel 1692 ricevette il primo incarico diplomatico: garantire la neutralità del Portogallo durante la Guerra della Grande Alleanza. Nel 1698, dopo aver conseguito il dottorato in teologia, diventò abate di Évron. Nel 1703 raggiunse in Spagna suo zio, che era ambasciatore di Francia, e due anni dopo gli succedette. Nel 1711 entrò a far parte dell'Académie française, che stava cercando un candidato all'altezza per rimpiazzare il suo notissimo predecessore, Nicolas Boileau.
Fu nominato anche consigliere di Stato e nel 1716 arcivescovo di Cambrai, ma morì prima di insediarsi.